# Tiebas-Muruarte de Reta
Tiebas-Muruarte de Reta (em castelhano) ou Tebas-Muru Artederreta (em basco) é um município da Espanha na província e comunidade foral (autónoma) de Navarra que faz parte da comarca da Cuenca de Pamplona e da Mancomunidade da Comarca de Pamplona. Tem 21,35 km² de área e em 2021 tinha 646 habitantes (densidade: 30,3 hab./km²).

## Demografia
| Variação demográfica do município entre 1991 e 2004 | Variação demográfica do município entre 1991 e 2004 | Variação demográfica do município entre 1991 e 2004 | Variação demográfica do município entre 1991 e 2004 |
| --------------------------------------------------- | --------------------------------------------------- | --------------------------------------------------- | --------------------------------------------------- |
| 1991                                                | 1996                                                | 2001                                                | 2004                                                |
| 590                                                 | 594                                                 | 563                                                 | 545                                                 |